# 第二次西班牙无敌舰队远征
第二次西班牙无敌舰队远征又称1596年西班牙无敌舰队，是一场发生在英西戰爭期间的海军軍事行动。1596年，英格兰人在攻佔加的斯后洗劫了城市，西班牙国王腓力二世为报复英方，马上下令发动反击並打算入侵英格兰以及愛爾蘭，意在协助爱尔兰武裝在九年战争中对抗英格兰。西班牙打算开辟新战线，迫使英方从在法国和尼德兰的战斗中撤军。
无敌舰队在阿德兰塔多第一代圣加迪亚伯爵马丁·德·帕迪亚·伊·曼里克的指挥下在里斯本、維戈以及塞维利亚集结，並於10月出發。艦隊还没驶出西班牙领海，就在菲尼斯特雷角外海域因暴风雨而损毁。暴风雨破坏力极大，打散了舰队，迫使舰船返航。将近5000人因暴风雨或疾病而亡，38艘舰船损毁，西班牙只能推迟对爱尔兰的援助。这次远征带来的物资和经济损失是西班牙王国在1596年秋季破产的原因之一。